# Burwarton
Burwarton is een civil parish in het Engelse graafschap Shropshire.